# Antonio Bisigato
Antonio Bisigato (Treviso, 1911. július 27. – Treviso, 1965. március 16.) olasz labdarúgócsatár, edző.

## Pályafutása
1927–1931 között a Treviso, 1931–32-ben a Bari, 1932–1936 között a Lazio, 1936–1938 között az Ambrosiana-Inter, 1938–1940 között a Venezia labdarúgója volt. 1940–1943 között a Treviso együttesében fejezte be az aktív játékot.
1942–1946 illetve 1949–1951 között a Treviso vezetőedzője volt.

## Sikerei, díjai
Ambrosiana-Inter
- Olasz bajnokság (Serie A)
  - bajnok: 1937–38